# 팀 앨런
팀 앨런(Tim Allen, 1953년 6월 13일 ~ )은 미국의 희극인이자 배우이다.

## 출연 작품
- 토이스토리 4 - 버즈 라이트이어 역
- 토이스토리 3 - 버즈 라이트이어 역
- 토이스토리 2 - 버즈 라이트이어 역
- 토이스토리 - 버즈 라이트이어 역